# 아르헨티나 북서부

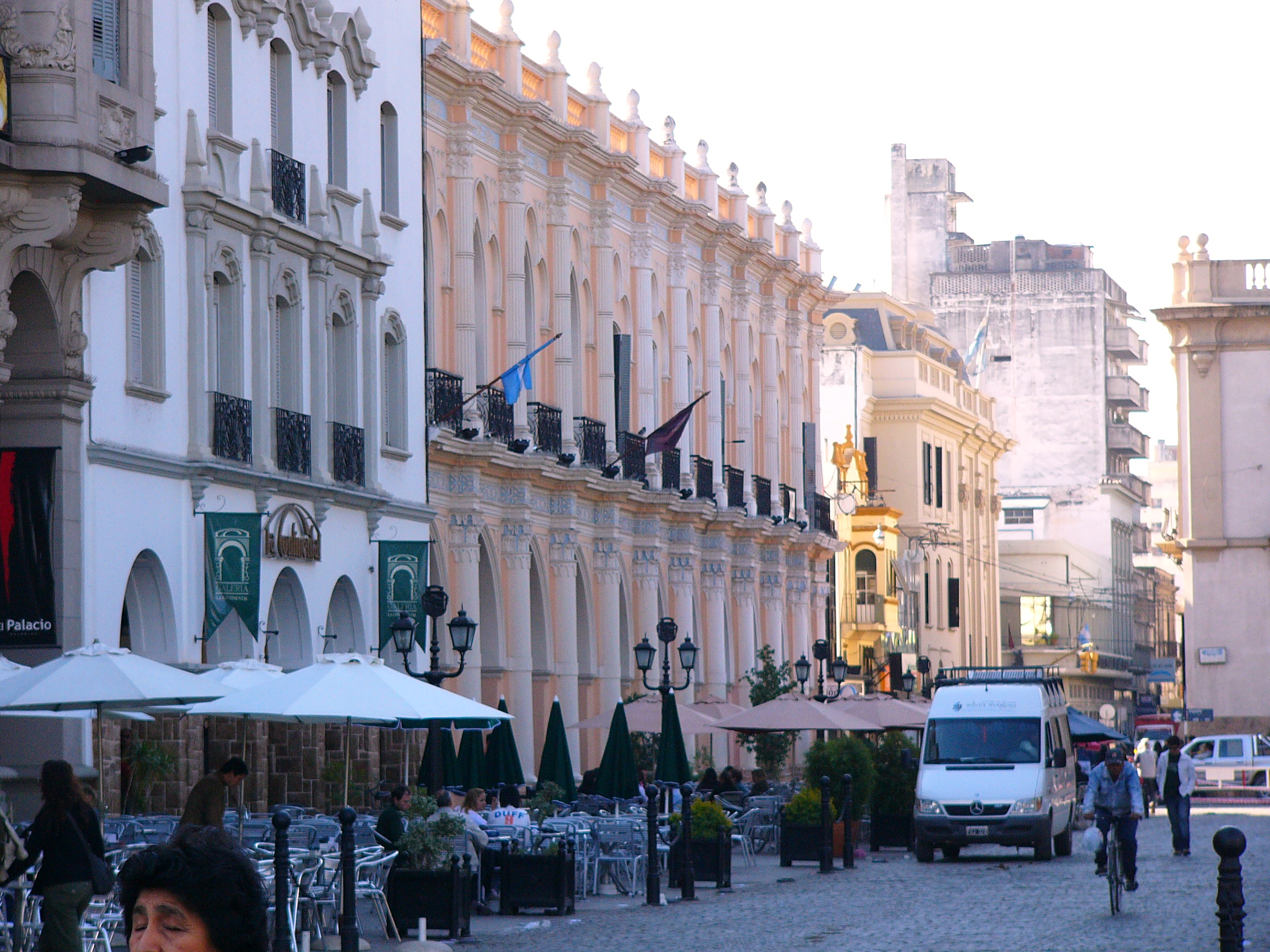
살타 시가지

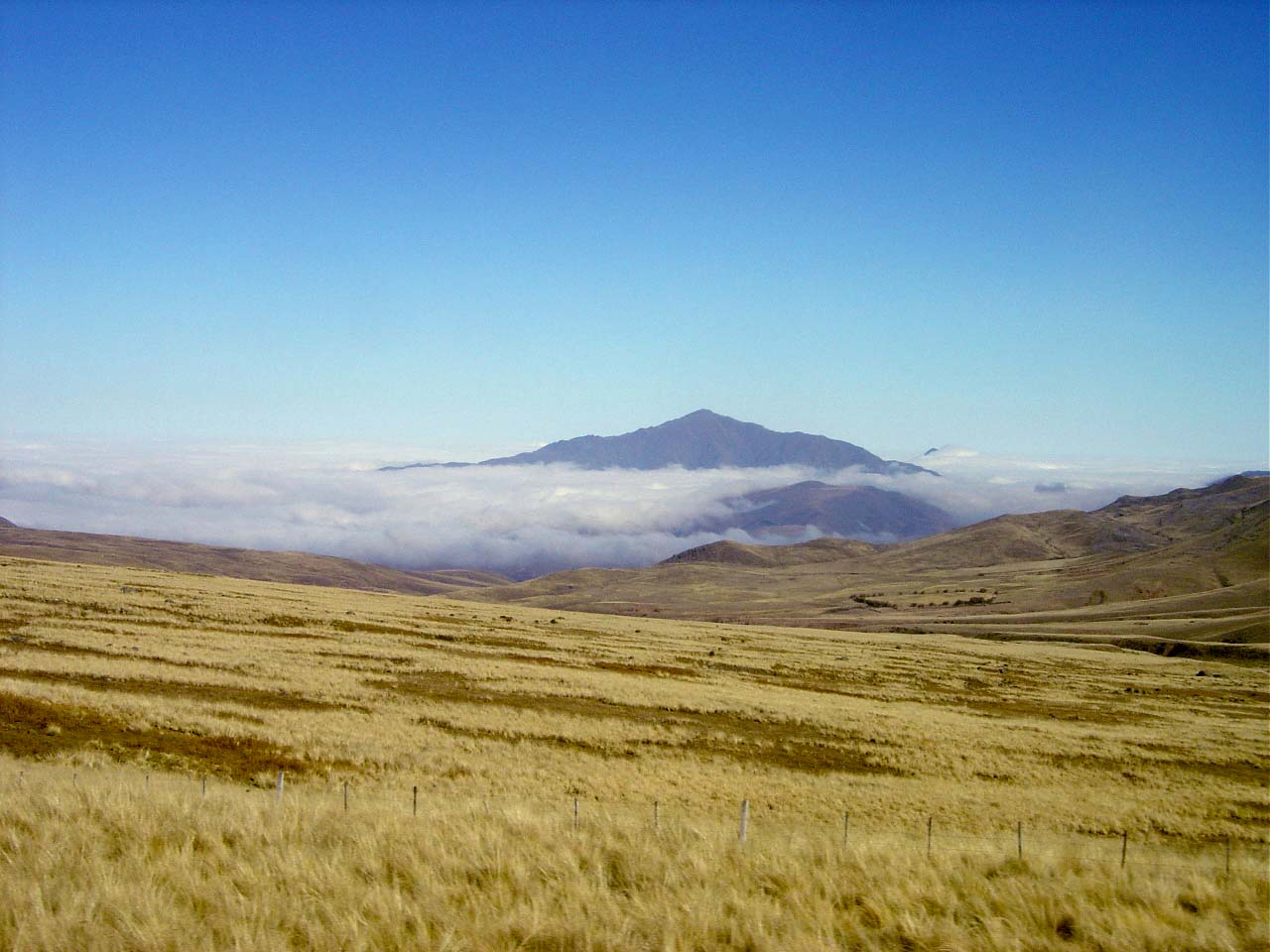
투쿠만 주의 타피 분지

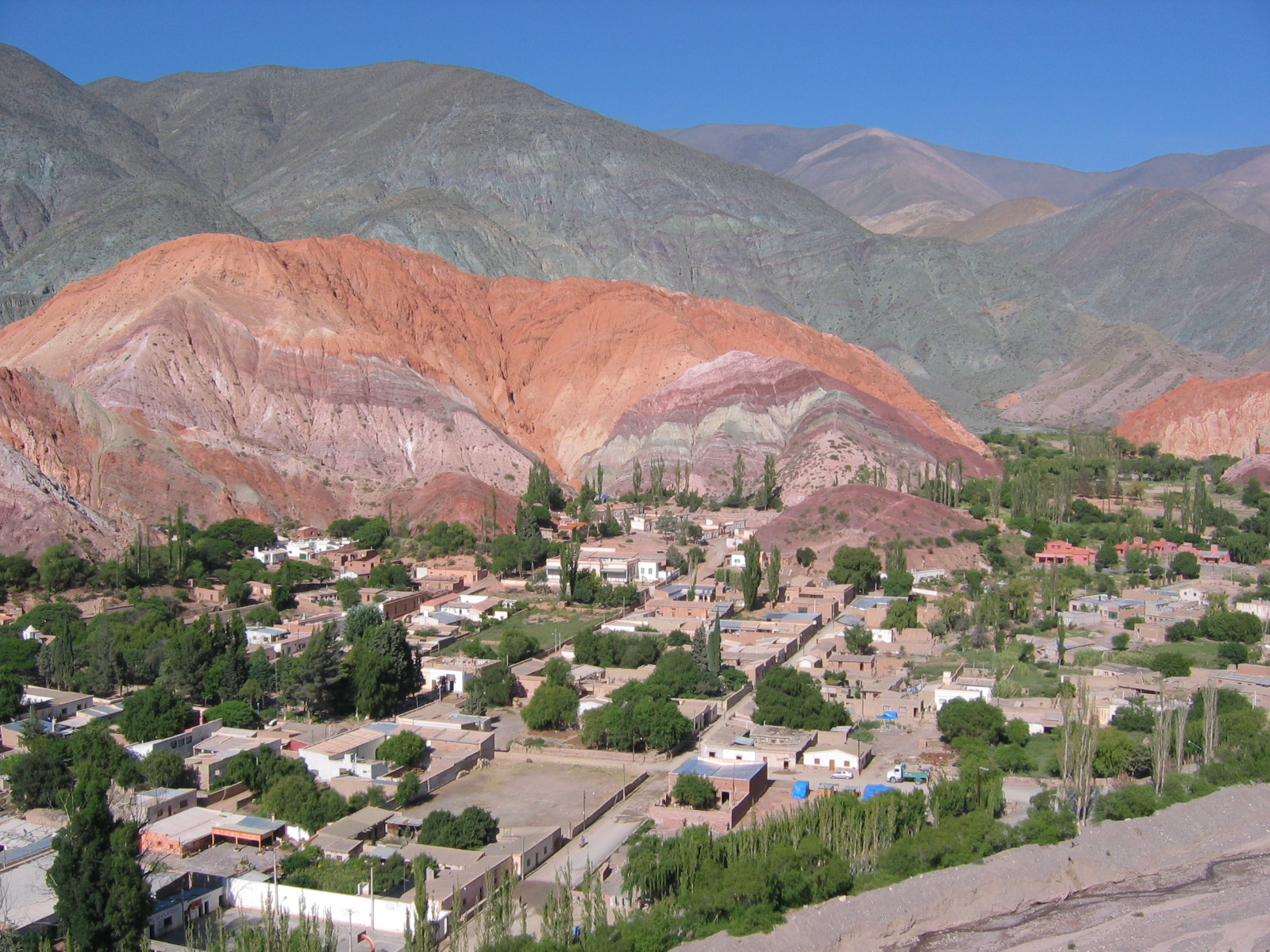
후후이 주의 세로데로스시에테콜로레스 산

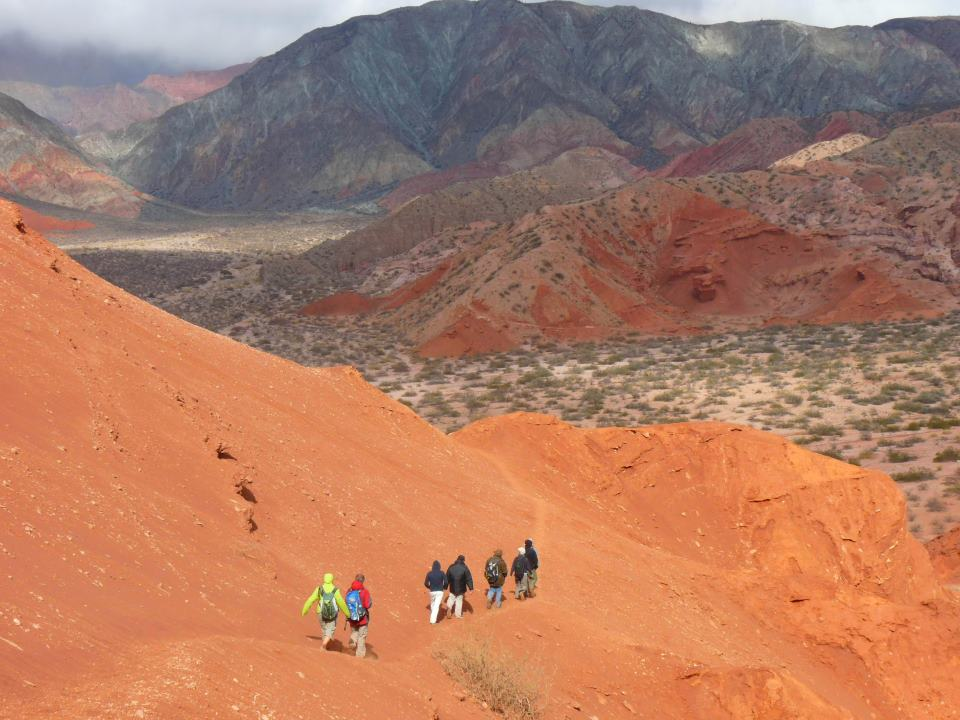
케브라다데라스콘차스를 여행하고 있는 관광객들의 모습

아르헨티나 북서부(스페인어: Noroeste Argentino)는 아르헨티나 북서부에 위치한 지역이다. 카타마르카주, 후후이주, 라리오하주, 살타주, 산티아고델에스테로주, 투쿠만주 6개 주가 이 지역에 속한다.
아르헨티나에서 평균 고도가 가장 높은 곳으로 산맥이 뻗어 있다. 어떤 봉우리는 6,000m에 이르기도 한다. 이 산지는 북쪽으로 갈수록 더 넓어지며 산맥은 비옥한 강가 계곡에서 끊긴다.